# شاريس ماركوبولوس
شاريس ماركوبولوس مواليد 20 يناير 1982 في سالونيك، هو مدرب كرة سلة يوناني ولاعب معتزل. يدرب بكين دوكز في الرابطة الصينية لكرة السلة. يبلغ طوله 6 قدم 2 بوصة (1.9 م). لعب مع نادي إراكليس سالونيك لكرة السلة ونادي ماكدونيكوس لكرة السلة.

## روابط خارجية
- شاريس ماركوبولوس على موقع الاتحاد الدولي لكرة السلة (الإنجليزية)
- شاريس ماركوبولوس على موقع كرة السلة الأوروبية.كوم (الإنجليزية)
- شاريس ماركوبولوس على موقع DraftExpress.com (الإنجليزية)
- شاريس ماركوبولوس على موقع ريلجم (الإنجليزية)
- شاريس ماركوبولوس على موقع سبورتس رفرنس (الإنجليزية)